# Franck Rovira
Pour les articles homonymes, voir Rovira.
Pas d'image ? Cliquez ici

a Compétitions nationales et continentales officielles uniquement.

b Matchs officiels uniquement.
Franck Rovira est un joueur français de  rugby à XIII, né le 7 décembre 1977. Il évolue au poste de Pilier et joue actuellement au FC Lézignan.
Il commence par la boxe, puis à l'âge de 12 ans, il part jouer au rugby à XIII à Pia. Ensuite, il va jouer au rugby à XV, toujours à Pia. À 20 ans, il signe pour le club d'Élite 2 de Saint-Cyprien où il se voit confier le capitanat et remporte le titre face à Carcassonne. Le club de Saint-Cyprien est absorbé par l'Union Treiziste Catalane et Rovira revient à Pia où il décroche le titre de champion de France en 2006. 
Depuis 2007, il évolue sous les couleurs du FC Lézignan, où il est sacré 4 fois champion de France en 2008, 2009, 2010 et 2011. Il a été sélectionné 6 fois en équipe de France, notamment contre le Liban et la Russie. Il remporte la coupe Lord Derby en 2010 et 2011 en battant 18/14 Limoux,le 2 mai à Avignon. Pour la saison 2011 - 2012, il devient l'assistant d'Aurélien Cologni

## Clubs
- Pia XIII
- Pia XV
- Argelès XV
- St-Cyprien XIII
- FC Lézignan

## Palmarès
- Vainqueur du Championnat de France : 2006 (Pia), 2008, 2009, 2010 et 2011 (Lézignan).
- Vainqueur de la Coupe de France : 2010 et 2011 (Lézignan).